# 哈德利 (明尼蘇達州)
哈德利（英語：Hadley，i/ˈhædliː/, HAD-lee）是一個位於美國明尼蘇達州莫雷縣的城市。

## 人口
根據2020年美國人口普查的數據，哈德利的面積為1.06平方千米，當中陸地面積為0.76平方千米，而水域面積為0.30平方千米。當地共有人口54人，而人口密度為每平方千米51人。